# Juan Jufré
Juan Jufré de Loayza y Montesa o Joan Jofré i Montesa (?, 1516?- Xile, 1578), militar, polític, empresari i conqueridor espanyol, participà en l'expedició de Pedro de Valdivia a Xile. Fou el primer alcalde de Santiago de Xile (1541) i ocupà el càrrec de governador de la província de Cuyo. Fundà San Juan de la Frontera i se li atribueix la descoberta de Nova Zelanda.

## Biografia
Malgrat la historiografia oficial diu que va néixer a Medina de Rioseco a (Castella) el Diccionari dels catalans d'Amèrica editat per la Generalitat de Catalunya el reconeix com un dels pocs descobridors catalans del segle XVI i XVII. Segons la seva genealogia familiar els seus descendents utilitzaren indistintament Jofré o Jufré, segurament a Medina de Rioseco seria l'únic nadiu amb aquest cognom català.
No se'n sap en certesa l'any ni el lloc de naixement, però la historiografia oficial diu que va néixer, cap al 1516, a Medina de Rioseco, província de Valladolid. Els seus pares van ser Francesc Jofré (Francisco Jufré) i Càndida de Montesa.
Cap al 1538, es va traslladar als territoris de les actuals Veneçuela i Colòmbia. Segurament a Caracas, va conèixer Pedro de Valdivia amb qui es retrobaria a Lima. Va acompanyar Valdívia, comissionat per Francisco Pizarro, en la conquesta de Xile i va participar en la fundació de la ciutat de Santiago de Xile, l'any 1541. Valdivia i Jofré van tornar al Perú el 1547, on es van veure involucrats en les lluites pel control del virregnat en el bàndol del pacificador reial Pedro de la Gasca.
Novament a Xile, va ser nomenat alcalde de Santiago de Xile i es va dedicar als negocis. Va plantar les primeres vinyes a la zona central del país, instal·là un molí de gra i va esdevenir un dels senyors més poderosos de la regió compresa entre la regió del Maule i Mataquito. Les seves comanadories van arribar a reunir uns 400 indígenes.
Joan Jofré va morir a Xile l'any 1578.

## Possible descobriment de Nova Zelanda i Austràlia
A més de militar, polític i empresari, Jofré va ser un personatge molt inquiet i delerós de descobrir nous territoris. Durant la seva estada a Cuzco va conèixer el navegant Pedro Sarmiento de Gamboa el qual li revelaria secrets sobre illes dels mars del sud que li van ser d'utilitat per descobrir, juntament amb Juan Fernández, l'arxipèlag que duu aquest nom. Està relacionat, juntament amb Fernández amb el possible descobriment d'Austràlia i Nova Zelanda, l'any 1576, expedició que, a més hauria finançat Jofré. La tesi del descobriment de Nova Zelanda i, probablement Austràlia, es basa en un document presentat a Felip II de Castella per part de Juan Luis de Arias. De les dades referides se'n desprèn la possibilitat que toquessin territori neozelandès, tesi que sostenen diversos historiadors de prestigi com Dalrymple i Burney i que corroboraria una carta del governador de Xile, Rodrigo de Quiroga, dirigida a Felip II de Castella que fa referència a l'esmentat viatge, que no tindria més conseqüències pel poc interès del virrei del Perú.